# Énergie élastique
 (juin 2017).
Si vous disposez d'ouvrages ou d'articles de référence ou si vous connaissez des sites web de qualité traitant du thème abordé ici, merci de compléter l'article en donnant les références utiles à sa vérifiabilité et en les liant à la section « Notes et références ».
L'énergie élastique est l'énergie associée à la déformation élastique d'un objet solide ou d'un fluide (pression d'un gaz ou d'un liquide).
En effet, pour déformer un solide ou un fluide, il faut exercer sur lui une force {\displaystyle {\vec {\mathrm {F} }}} qui va provoquer une variation de volume ΔV. Le point d'application de la force va donc bouger, le travail de cette force permet de déterminer l'énergie de déformation.
Cette énergie s'exprime par rapport à un état de référence, par exemple système sans compression, ou bien soumis à la pression atmosphérique ; elle est donc définie à une constante près.

## Cas d'un fluide
Pour un fluide, on définit typiquement cette énergie par
{\displaystyle \mathrm {E_{e}} =p\cdot \mathrm {V} }
où p est la pression et V le volume du fluide.

### Cas d'un liquide "incompressible"

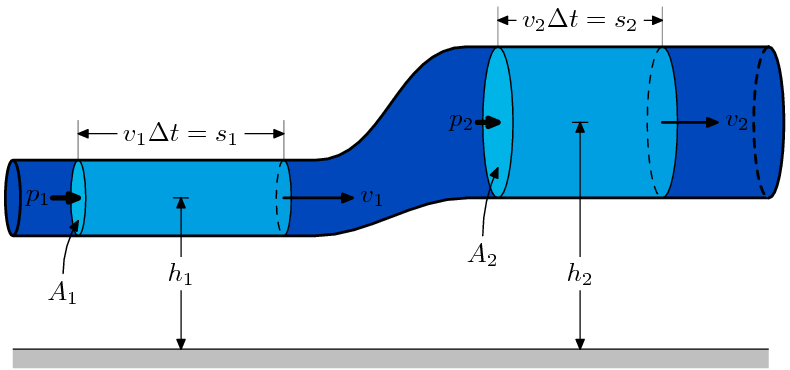
Écoulement d'un fluide "incompressible" dans une canalisation.

Considérons un fluide "incompressible" qui s'écoule sans dissipation d'énergie dans une canalisation. On considère la partie comprise en une section droite 1 d'aire A1 et une section droite 2 d'aire A2. Lorsque le fluide avance, la section 1 avance d'une quantité s1 et la section 2 d'une quantité s2. Si le fluide est "incompressible", le volume se conserve et l'on a
A1×s1 = A2×s2 = δV.
Le travail des forces de pression s'écrit :
W = (p1×A1)×s1 - (p2×A2)×s2 = (p1 - p2)δV.
Si l'on fait sortir tout le liquide d'une canalisation de volume V où il règne une pression p dans un espace où la pression est nulle, cela représente un travail
p1V.
On peut ainsi définir l'énergie élastique du liquide comme valant
Ee = pV.
Rappelons qu'un fluide (comme toute matière) n'est jamais totalement "incompressible", la compressibilité étant directement reliée à la vitesse du son dans l'élément[réf. souhaitée]. Ceci est donc une idéalisation pour simplifier les calculs mais en toute rigueur, nous parlerons plutôt d'écoulement incompressible.

### Cas d'un gaz
Considérons un cylindre rempli d'un gaz à la pression p, et un piston d'aire S qui se déplace d'une quantité dx dans ce cylindre. On considère que la pression ne varie pas pendant le déplacement.
La variation de volume vaut
dV = S×dx.
Le piston est soumis à une force
F = p×S
et donc le travail qu'il fournit au gaz est
δW = F×dx = p×S×dx = p×dV.

#### Transformation adiabatique
Si la transformation est rapide, le gaz n'échange pas de chaleur avec l'environnement ; la transformation est dite adiabatique. La notion d'énergie élastique implique que l'on considère le travail que peut fournir un gaz en détente. Cela peut correspondre ici à une cartouche de gaz que l'on percute, à la rupture accidentelle d'un réservoir, à un gaz propulseur, …
Si de plus on considère que c'est un gaz parfait, alors l'énergie élastique s'exprime par (voir Théorème de Bernoulli > Formulations étendues) :
{\displaystyle \mathrm {E_{e}} ={\frac {\gamma }{\gamma -1}}p\mathrm {V} }
où γ est l'indice adiabatique. Pour l'air et tous les gaz parfaits diatomiques, on a γ = 7/5 = 1,4, soit
Ee = 3,5×pV.

#### Autres transformations
Si la transformation est lente, alors le gaz reste à la température de son environnement ; on a une transformation isotherme. La détermination d'une énergie élastique est ici peu pertinente d'un point de vue industriel : cela suppose que le piston est piloté de l'extérieur, donc le gaz n'est probablement pas la source du mouvement.
Par ailleurs, la définition de l'énergie élastique pose problème : le travail pour passer d'un état (p1, V1) à un état (p2, V2) vaut
{\displaystyle \mathrm {W} _{12}=n\mathrm {R} \mathrm {T} \ln \left({\frac {\mathrm {V} _{2}}{\mathrm {V} _{1}}}\right)}
et le gaz étant parfait, on a
nRT = p2V2 = p1V1
soit
{\displaystyle \mathrm {W} _{12}=p\mathrm {V} \ln \left({\frac {\mathrm {V} _{2}}{\mathrm {V} _{1}}}\right)}
On retrouve bien ce terme pV, mais contrairement au processus adiabatique, le travail croît indéfiniment lors d'une détente puisque
{\displaystyle \lim _{\mathrm {V} \to +\infty }\ln \mathrm {V} =+\infty }.
Les situations adiabatiques et isothermes sont des cas idéaux. Dans un cas réel, l'estimation de l'énergie élastique peut être complexe.

## Cas d'un ressort
Pour un ressort de raideur k, elle est définie en fonction de l'allongement Δl :
{\displaystyle \mathrm {E_{e}} ={\frac {1}{2}}\cdot k\cdot \Delta l^{2}}

## Cas d'un solide
En mécanique des milieux continus, la densité d'énergie élastique (en J·m-3) s'exprime
- dans le cas de la traction uniaxiale, en fonction de la contrainte normale σ et de l'allongement relatif ε : 
 {\displaystyle w_{\mathrm {e} }={\frac {1}{2}}\cdot \sigma \cdot \varepsilon }
 soit d'après la loi de Hooke, en faisant intervenir le module d'élasticité E : 
 {\displaystyle w_{\mathrm {e} }={\frac {1}{2}}\cdot \mathrm {E} \cdot \varepsilon ^{2}} ;
- dans le cas du cisaillement pur, en fonction de la contrainte de cisaillement τ et de la déformation angulaire γ : 
 {\displaystyle w_{\mathrm {e} }={\frac {1}{2}}\cdot \tau \cdot \gamma }
 soit en faisant intervenir le module de cisaillement G : 
 {\displaystyle w_{\mathrm {e} }={\frac {1}{2}}\cdot \mathrm {G} \cdot \gamma ^{2}} ;

Il va de soi que ces expressions ne sont valables que pour des matériaux sollicités dans le domaine élastique (la contrainte demeure en deçà de la limite d'élasticité).
De manière générale, l'énergie élastique par unité de volume vaut
{\displaystyle w_{\mathrm {e} }={\frac {1}{2}}\sum _{i}\sum _{j}(\sigma _{ij}\varepsilon _{ij})}
c'est-à-dire, avec la convention de sommation d'Einstein :
{\displaystyle w_{\mathrm {e} }={\frac {1}{2}}\sigma _{ij}\varepsilon _{ij}={\frac {1}{2}}\mathrm {tr} ({\underline {\mathrm {T} }}\cdot {\underline {\mathrm {E} }})}.
En utilisant les composantes principales (voir Tenseur des déformations > Déformations principales  et Contrainte principale) :
{\displaystyle w_{\mathrm {e} }={\frac {1}{2}}(\sigma _{\mathrm {I} }\varepsilon _{\mathrm {I} }+\sigma _{\mathrm {II} }\varepsilon _{\mathrm {II} }+\sigma _{\mathrm {III} }\varepsilon _{\mathrm {III} })}.
En faisant intervenir la loi de Hooke généralisée pour un matériau isotrope, on obtient
{\displaystyle w_{\mathrm {e} }=\left(\mu +{\frac {\lambda }{2}}\right)\mathrm {I} _{\mathrm {e} 1}^{2}-2\mu \mathrm {I} _{\mathrm {e} 2}}
où
- λ et μ sont les coefficients de Lamé ;
- Ie1 et Ie2 sont les invariants du tenseur de déformation ;

ou encore
{\displaystyle w_{\mathrm {e} }={\frac {1}{2\mathrm {E} }}\mathrm {I} _{\mathrm {s} 1}^{2}-{\frac {1}{2\mu }}\mathrm {I} _{\mathrm {s} 2}}
où
- E est le module de Young ;
- Is1 et Is2 sont les  invariants du tenseur des contraintes.

Si l'on décompose les tenseurs en partie isotrope et déviateur (voir Tenseur des déformations > Tenseur isotrope et déviateur et Tenseur des contraintes > Déviateur), on a
{\displaystyle w_{\mathrm {e} }={\frac {1}{2}}\mathrm {tr} \left((\sigma '+\sigma '')(\varepsilon '+\varepsilon '')\right)={\frac {1}{2}}\mathrm {tr} (\sigma '\cdot \varepsilon ')+{\frac {1}{2}}\mathrm {tr} (\sigma ''\cdot \varepsilon '')}.
Les tenseurs isotropes donnent l'énergie de changement de volume (sans changement de forme) :
{\displaystyle \mathrm {U_{v}} ={\frac {1}{2}}\mathrm {tr} (\sigma '\cdot \varepsilon ')} ;
les déviateurs donnent l'énergie de changement de forme (sans changement de volume), encore appelée énergie de distorsion :
{\displaystyle \mathrm {U_{f}} ={\frac {1}{2}}\mathrm {tr} (\sigma ''\cdot \varepsilon '')} ;
et donc
we = Uv + Uf.
Cette énergie de distorsion est à la base de la définition de la contrainte équivalente de von Mises.